# Parameshvara
Parameshvara (malaiàlam: വടശ്ശേരി പരമേശ്വരൻ)  (Alathur i Alathiyur, c. 1380 - subcontinent indi, c. 1460), de nom complet Vatasseri Parameshvara Nambudiri, va ser un matemàtic i astrònom indi de l'escola Kerala d'astronomia i matemàtiques fundada per Madhava de Sangamagrama.
Parameshvara va ser un defensor de l'astronomia observacional a l'Índia medieval i ell per si mateix va fer una sèrie d'observacions d'eclipsis per verificar la precisió dels mètodes computacionals llavors en ús. Basat en les seves observacions d'eclipsis, Parameshvara va proposar diverses correccions als paràmetres astronòmics que havien estat comuns des dels temps d'Aryabhata. L'esquema computacional basat en el seu conjunt de paràmetres, és conegut com el sistema Drigganita. Parameshvara també va ser un prolífic escriptor sobre assumptes que es relacionen amb l'astronomia. Es conserven més de 25 manuscrits de la seva autoria.

## Detalls biogràfics
Parameshvara va néixer en una família d'estudiosos bramans, seguidors del Rigveda. Sembla que va passar la major part de la seva vida en una casa anomenada Vatasseri a la població d'Alathiyur. Alathiyur està situat en el vessant nord del riu Nila (riu Bharathappuzha) a la seva desembocadura a Kerala. Era un dels nets d'un deixeble de Govinda Bhattathiri (1237–1295 CE), una llegendària figura a les tradicions astrològiques de Kerala.
Parameshvara va estudiar sota els mestres Rudra i Narayana Pandit i, sobre tot, sota Sangamagrama Madhava (c. 1350 – c. 1425) el fundador de l'Escola de Kerala. Damodara, un altre membre prominent de l'Escola, era fill i alumne seu. Parameshvara també va ser mestre de Nilakantha Somayaji (1444–1544), un altre membre de l'escola, autor del conegut tractat Tantrasamgraha.

## Treball
Parameshvara va escriure comentaris sobre diversos texts matemàtics i astronòmics de Bhaskara I i Aryabhata. També va ser autor d'unes monografies originals sobre astronomia, matemàtiques relacionades amb l'astronomia i sistemes de còmput astronòmic. Va fer una sèrie d'observacions d'eclipsi sobre un període de 55 anys, intentant comparar aquestes observacions amb la posició computada teòricament dels planetes. Amb aquests resultats va revisar els paràmetres planetaris.
L'aportació més original de Parameshvara és la seva fórmula iterativa per calcular el valor del sinus d'un angle. També va ser el primer matemàtic que va calcular el radi del cercle amb un quadrilàter inscrit, una expressió que és normalment atribuïda a L'Huilier (1782), 350 anys més tard. Sigui el quadrilàter cíclic {\displaystyle ABCD} que té els quatre costats de longitud {\displaystyle a,b,c,d} respectivament, aleshores el radi {\displaystyle R} del cercle circumscrit és:
{\displaystyle R={\sqrt {\frac {(ab+cd)(ac+bd)(ad+bc)}{(a+b+c-d)(b+c+d-a)(c+d+a-b)(d+a+b-c)}}}.}
que és equivalent a la fórmula que va proporcionar l'Huilier el 1782.

## Obres de Parameshvara
Les obres de Parameshvara van ser ben conegudes en èpoques posteriors. Una llista completa de tots els manuscrits atribuïts a Parameshvara es pot consultar al Complete Dictionary os Scientific Biography.

### Comentaris
- Bhatadipika - Comentari de l'Āryabhaṭīya de Aryabhata
- Karmadipika - Comentari del Mahabhaskariya de Bhaskara I
- Paramesvari - Comentari del Laghubhaskariya de Bhaskara I
- Sidhantadipika - Comentari del Mahabhaskariyabhashya de Govindasvami i registre dels eclipsis entre 1393 i 1432.[12]
- Vivarana - Comentari del Surya Siddhanta de Latadeva i del Lilāvati de Bhaskara II

### Obres originals
- Drgganita - Descripció del sistema Drk (compost dins 1431 CE). En aquest tractat estudia la forma de derivar les equacions de les posicions mitjanes dels planetes, les correccions a fer i el mètode per calcular l'arc orbital.[11]
- Goladipika - Astronomia i geometria esfèrica (compost dins 1443 CE)
- Grahanamandana - Computació d'eclipsis (El seu època és 15 juliol 1411 CE.)
- Grahanavyakhyadipika - Justificació de la teoria d'eclipsis
- Vakyakarana - Mètodes per la derivació de diverses taules astronòmiques